# Seollal
Seollal (tiếng Hàn: 설날; Romaja: Seollal; McCune–Reischauer: Sŏllal) là ngày tết cổ truyền mừng năm mới cũng là ngày đầu tiên của năm mới âm lịch của Hàn Quốc và Triều Tiên. Đây thường là ngày lễ quan trọng nhất theo truyền thống. Người Hàn Quốc và Triều Tiên cũng thường đón mừng năm mới dương lịch vào ngày 1 tháng 1 hằng năm. Tết âm lịch Hàn Quốc và Triều Tiên kéo dài 3 ngày và quan trọng hơn tết dương lịch.
Thuật ngữ "Seollal" có nghĩa là ngày đầu năm mới, và thường nói đến tết âm lịch Eumnyeok Seollal (음력 설날), cũng được xem như là Gujeong (tiếng Hàn: 구정; Hanja: 舊正; Hán-Việt: Cựu Chính). Ngoài ra, "Seollal" cũng được xem là tết dương lịch Yangnyeok Seollal (양력 설날) nhưng ít phổ biến hơn hoặc có thể là Sinjeong (tiếng Hàn: 신정; Hanja: 新正; Hán-Việt: Tân Chính).
Tết thường diễn ra vào ngày thứ hai của trăng non sau đông chí, luôn rơi vào tuần trăng non trong khoảng thời gian từ ngày 21 tháng 1 đến ngày 19 tháng 2 trong dương lịch. Vì lịch truyền thống của Hàn Quốc tuân theo các quy tắc của lịch Trung Quốc, nên Seollal lệch 1 tháng với Tết Trung Quốc.

## Lịch sử
Trong thời kỳ bán đảo Triều Tiên bị Đế quốc Nhật Bản chiếm đóng (1910–1945), lễ mừng năm mới Seollal bị cấm và thay bằng tết dương lịch giống như ở Nhật Bản.
Tại Bắc Triều Tiên, từ năm 1967 ngày lễ này đã bị bãi bỏ và hợp chung với lễ Chuseok, từ năm 1989 được giới thiệu lại như một ngày lễ quốc gia và vào năm 2003 đã được mở rộng thành ba ngày lễ liền nhau.
Tại Hàn Quốc, vào những năm 1980, ý kiến cho rằng Tết cổ truyền nên được coi là một ngày lễ và tôn trọng truyền thống của nó đã được nêu ra, và từ năm 1985, chính phủ đã tuyên bố ngày đầu tiên của âm lịch Hàn Quốc là ngày tết dân gian và từ năm 1989, chính thức chỉ định Seollal vừa là Tết chính thức của Hàn Quốc vừa là ngày lễ quốc gia.

## Các phong tục
Tết là ngày nghỉ đậm chất truyền thống gia đình. Sẽ có 3 ngày nghỉ dành cho người dân về quê, thăm gia đình, họ hàng nơi họ thực hiện một nghi lễ tổ tiên. Các gia đình tụ tập để tổ chức lễ tưởng niệm tổ tiên và làm " Sebae ". Sebae là lời chào đầu tiên của năm mới khi những người trẻ tuổi cúi đầu cho người lớn tuổi hơn. Nhiều người mặc áo màu sặc sỡ gọi là hanbok. Ngoài ra, họ chúc mừng năm mới bằng cách viếng thăm các bờ biển phía Đông như Gangneung và Donghae thuộc tỉnh Gangwon, nơi có thể cảm nhận tia nắng đầu tiên của năm mới.

## Tteokguk

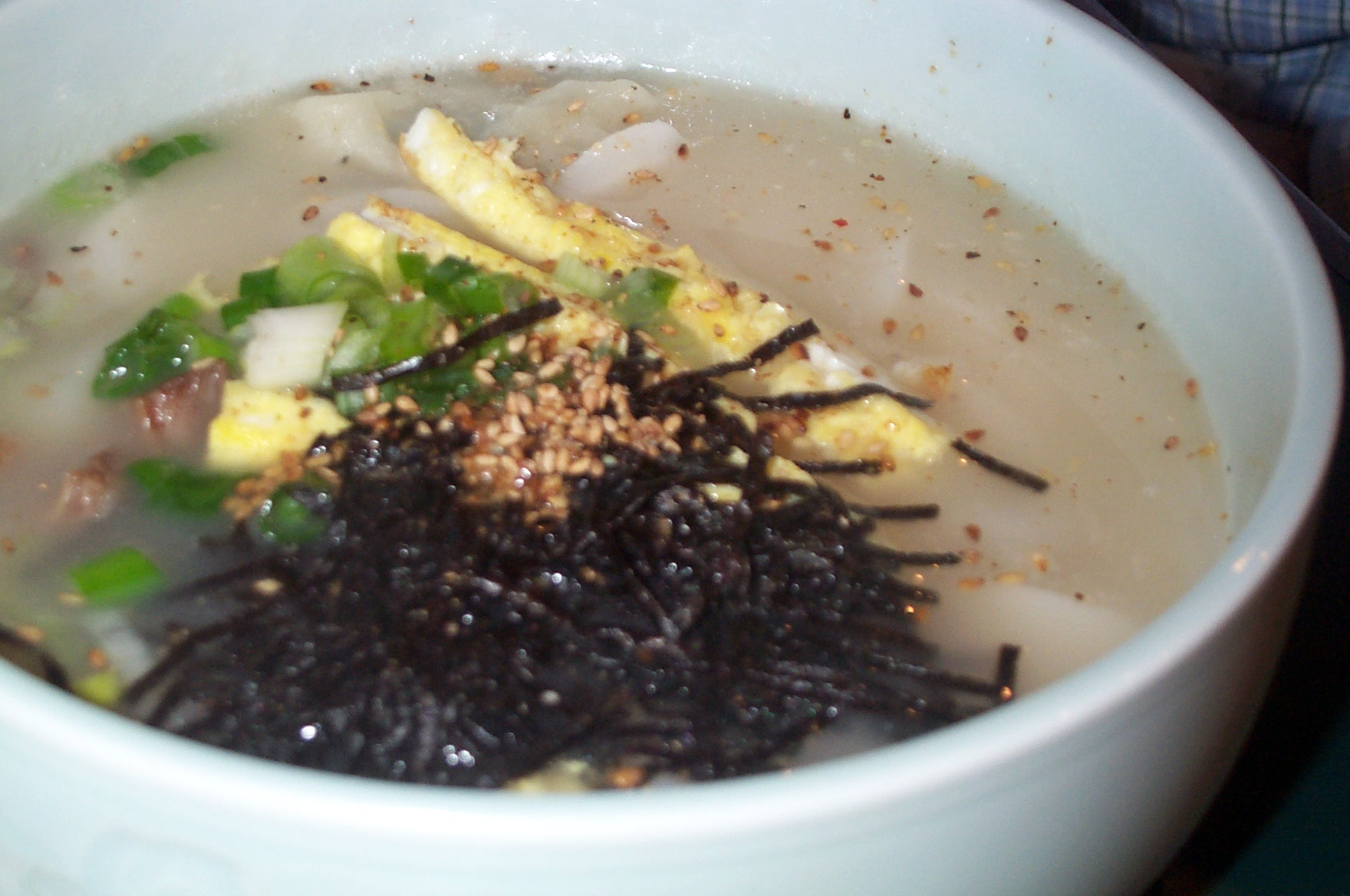
Tteokguk

Tteokguk (떡국) (canh bánh gạo) là một món ăn truyền thống vào dịp năm mới. Theo Korean age reckoning, Tết tương tự sinh nhật, và ăn Tteokguk như là một phần của buổi sinh nhật. Nếu bạn ăn xong phần Tteokguk của bạn, điều đó có nghĩa bạn già đi 1 tuổi. Tteokguk là món súp làm từ nước dùng trong và bánh gạo mỏng, thái mỏng, giống như que gọi là Garaetteok.

## Các trò chơi dân gian

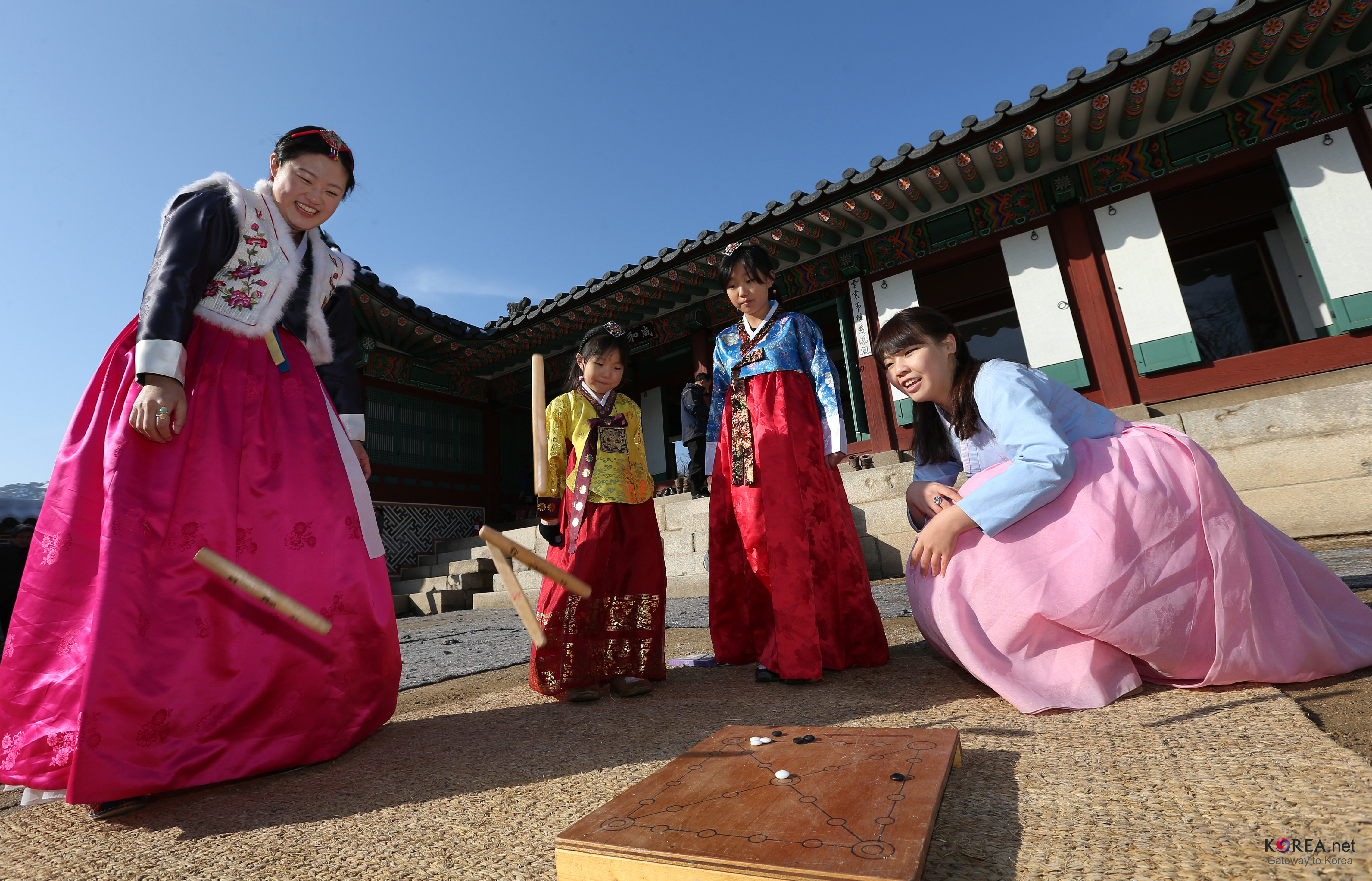
Chơi trò chơi Yut vào ngày Seollal tại Bảo tàng Dân gian Quốc gia Hàn Quốc trong khuôn viên Gyeongbokgung, Seoul

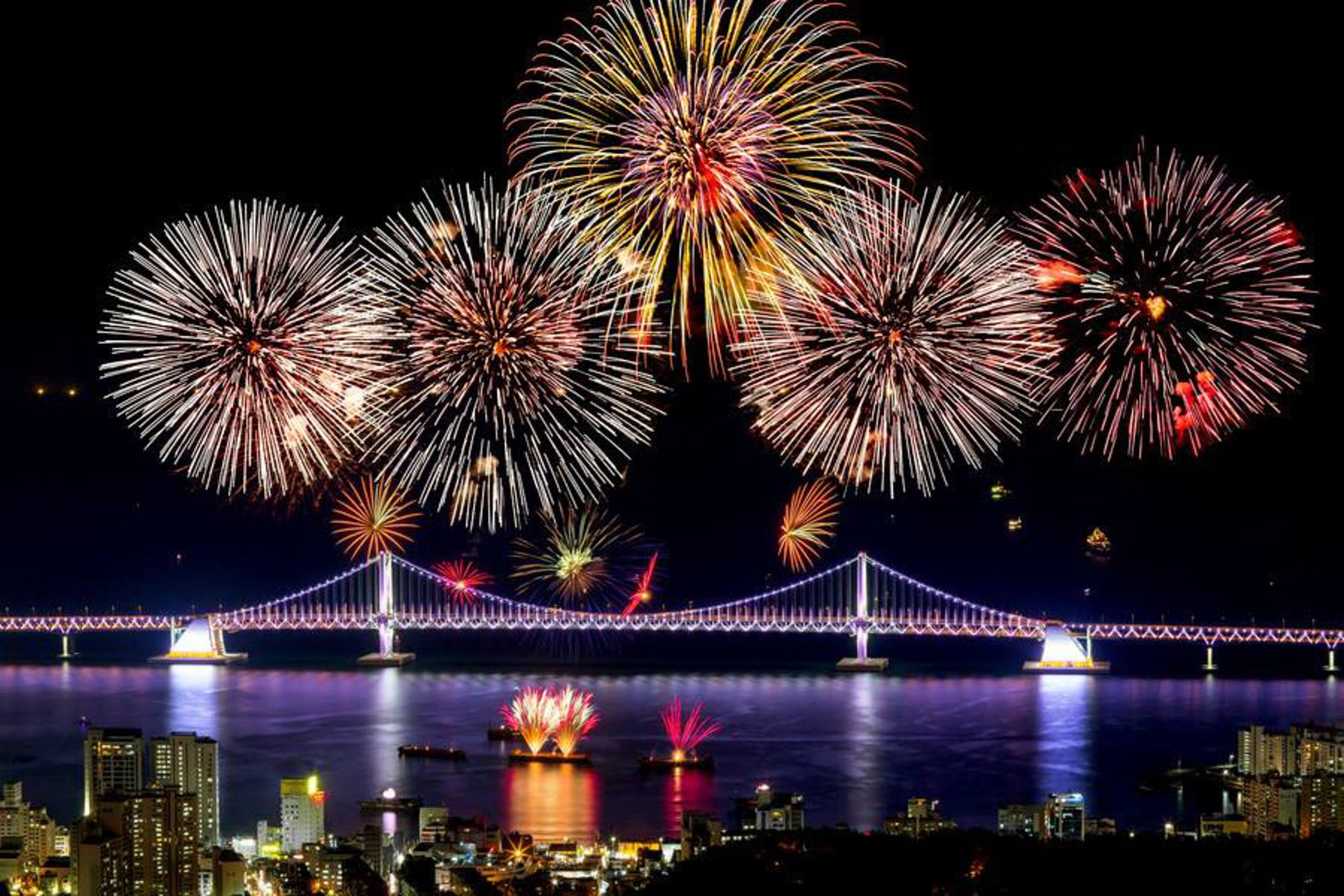
Pháo hoa mừng tết âm lịch Seollal tại cầu Gwangandaegyo, Busan, Hàn Quốc.

Nhiều trò chơi truyền thống liên quan đến Tết. Trò chơi truyền thống gia đình yunnori (윷놀이) là một trò phổ biến ngày nay. Yut Nori (Yunnori) là một trò chơi kiểu "mặt bàn" (board game), đặc biệt trong dịp năm mới.
Theo truyền thống đàn ông và thanh niên làm con diều hình chữ nhật gọi là yeonnalligi và chơi jegi chagi (제기차기), một trò chơi dùng một vật được gói trong giấy bóng kính hoặc quần áo, sau đó dùng chân đá giống như đá kiệng. Phụ nữ và con gái Triều Tiên thì chơi trò neolttwigi (널뛰기), hay gọi là nhảy bập bênh (시소), và trò gongginolie (trò ô quan ở Việt Nam), trò chơi được chơi với 5 hòn đá nhỏ (gonggi). Trẻ em thì chơi tách paengi (팽이).